# Xysticus subjugalis
Xysticus subjugalis är en spindelart som beskrevs av Embrik Strand 1906. Xysticus subjugalis ingår i släktet Xysticus och familjen krabbspindlar.
Artens utbredningsområde är Etiopien. Utöver nominatformen finns också underarten X. s. nigerrimus.